# Kínai maradéktétel
A kínai maradéktétel azt mondja ki, hogy egyértelmű (egyetlen) megoldása van egy olyan feladatnak, ahol egy ismeretlen számnak több egésszel való osztás esetén ismerjük osztási maradékait, amennyiben az osztók páronként relatív prímek.
A feladat egy speciális esetét és megoldását Szun Cu 5. századi kínai matematikus publikálta. Bár az efféle feladatok általános megoldhatóságát nem vizsgálta, a később bebizonyított tétel nevét innen kapta.
A következőkben a tétel formális kimondása és bizonyítása található.

## Tétel
Legyenek {\displaystyle m_{1},m_{2},\dots ,m_{k}>0} páronként relatív prímek, {\displaystyle c_{1},c_{2},\dots ,c_{k}} pedig tetszőleges egészek. Ekkor az{\displaystyle {\begin{aligned}x&\equiv c_{1}{\pmod {m_{1}}}\\x&\equiv c_{2}{\pmod {m_{2}}}\\\vdots \\x&\equiv c_{k}{\pmod {m_{k}}}\end{aligned}}}
kongruencia-rendszer megoldható, és a megoldás egyetlen maradékosztály lesz {\displaystyle \mod {M}}, ahol {\displaystyle M=m_{1}\cdot m_{2}\dots m_{k}}.

## Bizonyítás

### A megoldás egyértelműsége
Tegyük fel, hogy {\displaystyle \ x_{1}} és {\displaystyle \ x_{2}} is megoldások. Ekkor minden {\displaystyle i=1,2,\dots ,k} esetén {\displaystyle m_{i}\mid x_{1}-x_{2}\Rightarrow M\mid x_{1}-x_{2}} (mivel {\displaystyle \ m_{i}}-k relatív prímek), amiből a kongruenciák definíciója alapján következik, hogy {\displaystyle x_{1}\equiv x_{2}{\pmod {M}}}. Tehát {\displaystyle \ x_{1}} és {\displaystyle \ x_{2}} (azaz bármely két megoldás) ugyanabba a maradékosztályba tartoznak {\displaystyle \mod {M}}, így csak egy megoldó maradékosztálya van a kongruencia-rendszernek.

### A megoldás létezése
Legyen {\displaystyle M=m_{1}\cdot m_{2}\dots m_{k}} és {\displaystyle M_{i}={\frac {M}{m_{i}}}}. Legyen {\displaystyle z_{i}\in \mathbb {Z} } olyan, hogy {\displaystyle M_{i}z_{i}\equiv 1{\pmod {m_{i}}}}. A megoldások számára vonatkozó tétel alapján ilyen{\displaystyle \ z_{i}} létezik, mert {\displaystyle \ (M_{i},m_{i})=1}. Az {\displaystyle s=M_{1}z_{1}c_{1}+M_{2}z_{2}c_{2}+\dots +M_{k}z_{k}c_{k}} jó megoldás lesz. Ennek bizonyításához nézzük meg, hogy {\displaystyle s\equiv c_{i}{\pmod {m_{i}}}} valóban teljesül-e ({\displaystyle i=1,2,\dots ,k}). A kongruencia ekvivalens {\displaystyle s\equiv M_{i}z_{i}c_{i}{\pmod {m_{i}}}} kongruenciával, mert {\displaystyle \ m_{i}\mid M_{j}}, ha {\displaystyle i\neq j}. Mivel {\displaystyle M_{i}z_{i}\equiv 1{\pmod {m_{i}}}}, ezért {\displaystyle s\equiv c_{i}{\pmod {m_{i}}}} áll fenn, ami épp a bizonyítandó állítás.

## Alkalmazásai
A kínai maradéktételt meglepő módon rengeteg helyen lehet használni, sok problémánál pedig nem is kapható meg nélküle az eredmény.

### Polinom helyettesítési értéke
Tegyük fel, hogy ki szeretnénk számolni egy {\displaystyle f(x_{1},x_{2},\dots ,x_{n})} egész együtthatós többváltozós polinom helyettesítési értékét adott {\displaystyle (x_{1},x_{2},\dots ,x_{n})=(a_{1},a_{2},\dots ,a_{n})} helyen, és ismerjük, hogy {\displaystyle |f(a_{1},a_{2},\dots ,a_{n})|<{\frac {M}{2}}} teljesül. Ekkor válasszunk olyan {\displaystyle m_{1},m_{2},\dots ,m_{k}} egymáshoz relatív prím egészeket (praktikusan prímszámokat szokás) a kínai maradéktételhez, amelyekre: {\displaystyle m_{1}m_{2}\dots m_{k}<M} teljesül, majd számoljuk ki a polinom helyettesítési értékeit minden {\displaystyle i}-re {\displaystyle {\pmod {m_{i}}}}, legyen az eredmény {\displaystyle c_{i}}, majd a kínai maradéktételt használva azt az egyértelmű {\displaystyle x} egész számot, amelyre {\displaystyle -{\frac {M}{2}}\leq x<{\frac {M}{2}}} és
{\displaystyle {\begin{aligned}x&\equiv c_{1}{\pmod {m_{1}}}\\x&\equiv c_{2}{\pmod {m_{2}}}\\\vdots \\x&\equiv c_{k}{\pmod {m_{k}}}\end{aligned}}}
teljesül. Ekkor {\displaystyle f(a_{1},a_{2},\dots ,a_{n})=x} lesz.
Így nagy számokkal való műveleteket nem kell végezni, csak amikor az eljárás elején redukáljuk a polinom együtthatóit {\displaystyle {\pmod {m_{i}}}}, illetve a végén, amikor megoldjuk a kongruenciarendszert. Ezáltal lényegesen kevesebb memóriát használva ki tudjuk számítani a végeredményt.

### Rejtjelezés
Az RSA legtöbb implementációja a kínai maradéktételt használja a HTTPS hitelesítésre és a visszafejtésre.
A tétel használható a titokmegosztásra, amivel úgy lehet titkot megosztani, hogy csak néhányan közösen tudjanak hozzáférni. Az érzékeny adat egy kongruenciarendszer megoldása, amiből minden résztvevő egy egyenletet ismer. Van arra is algoritmus, hogy megkonstruálja a modulusokat, hogy a kívánt számnál kevesebb ember együtt ne férhessen hozzá a titokhoz.

### Hermite-interpoláció
Az általános Hermite-interpoláció: Adva vannak a {\displaystyle \lambda _{1},\dots ,\lambda _{r}} komplex pontok, és hozzájuk rendre az {\displaystyle a_{j,k}:\ 1\leq j\leq r,\ 0\leq k<\nu _{j}} értékek. Keressünk egy {\displaystyle P(x)\in \mathbb {C} [x]} polinomot úgy, hogy:
{\displaystyle P^{(k)}(\lambda _{j})=a_{j,k}\qquad 1\leq j\leq r,\quad 0\leq k<\nu _{j}.}
A megoldás: Vezessük be az
{\displaystyle A_{j}(x):=\sum _{k=0}^{\nu _{j}-1}{\frac {a_{j,k}}{k!}}(x-\lambda _{j})^{k}}
polinomokat, így a rendszer szimultán kongruenciákra írható át:
{\displaystyle P(x)\equiv A_{j}(x){\pmod {(x-\lambda _{j})^{\nu _{j}}}},\qquad 1\leq j\leq r}
A kínai maradéktétel szerint {\displaystyle \mathbb {C} [x]}-ben van egy egyértelmű {\displaystyle P(x)} polinom, hogy:
{\displaystyle \deg(P)<n:=\sum _{j}\nu _{j}.}
A közvetlen konstrukció így valósítható meg: Definiáljuk a
{\displaystyle {\begin{aligned}Q&=\prod _{i=1}^{r}(x-\lambda _{i})^{\nu _{i}}\\Q_{j}&={\frac {Q}{(x-\lambda _{j})^{\nu _{j}}}}\end{aligned}}}
polinomokat. Ekkor {\displaystyle {\frac {1}{Q}}} törtfelbontása {\displaystyle r} polinomot ad, a továbbiakban ezeket {\displaystyle S_{j}} jelöli, és fokszámuk {\displaystyle \deg(S_{j})<\nu _{j}}. Ezzel
{\displaystyle {\frac {1}{Q}}=\sum _{i=1}^{r}{\frac {S_{i}}{(x-\lambda _{i})^{\nu _{i}}}}}
így
{\displaystyle 1=\sum _{i=1}^{r}S_{i}Q_{i}.}
Tehát a kongruenciarendszer megoldása
{\displaystyle \sum _{i=1}^{r}A_{i}S_{i}Q_{i}=A_{j}+\sum _{i=1}^{r}(A_{i}-A_{j})S_{i}Q_{i}\equiv A_{j}{\pmod {(x-\lambda _{j})^{\nu _{j}}}}\qquad 1\leq j\leq r,}
ami az egyértelmű {\displaystyle n}-nél kisebb fokú polinom.

### Dedekind-tétel
Dedekind tétele a lineárisan független karakterekről: Legyen {\displaystyle M} monoid, {\displaystyle k} integritási tartomány, amit szintén monoidnak tekintünk a rajta vett szorzással. Ekkor minden véges {\displaystyle (f_{i})_{i\in I}} egyenként különböző monoidhomomorfia független, ahol minden {\displaystyle f_{i}:\ M\rightarrow k}. Más szavakkal, {\displaystyle (\alpha _{i}){}_{i\in I}} elemek minden családja, ahol {\displaystyle \alpha _{i}\in k} és {\displaystyle \sum _{i\in I}\alpha _{i}f_{i}=0}, ugyanaz, mint {\displaystyle (0){}_{i\in I}}.
Bizonyítás: Először is tegyük fel, hogy {\displaystyle k} test; ha nem az, helyettesítsük hányadostestével, és semmi sem változik. Lineárisan kiterjesztjük az {\displaystyle f_{i}:\ M\rightarrow k} homomorfiákat {\displaystyle k}-algebra homomorfiákká, ahol {\displaystyle k[M]} {\displaystyle M} monoid gyűrűje {\displaystyle k} fölött. Ekkor a linearitás miatt a
{\displaystyle \sum _{i\in I}\alpha _{i}f_{i}=0}
feltételből következik
{\displaystyle \sum _{i\in I}\alpha _{i}F_{i}=0.}
Állítjuk, hogy az {\displaystyle i,j\in I;\ i\neq j} indexekre {\displaystyle F_{i}:\ k[M]\rightarrow k} és {\displaystyle F_{j}:\ k[M]\rightarrow k} nem arányosak egymáshoz. Különben {\displaystyle f_{i}} és {\displaystyle f_{j}} is arányos lenne, így monoid homomorfiaként egyenlőek lennének, emiatt {\displaystyle f_{i}(1)=1=f_{j}}, ami ellentmond annak, hogy különböznek.
Ezért a {\displaystyle \operatorname {Ker} F_{i}} és {\displaystyle \operatorname {Ker} F_{j}} magok különböznek. Mivel {\displaystyle k[M]/\operatorname {Ker} F_{i}\cong F_{i}(k[M])=k} test, {\displaystyle \operatorname {Ker} F_{i}} maximális ideálja {\displaystyle k[M]}-nek, minden {\displaystyle i\in I} indexre. Mivel ezek különbözők és maximálisak, ezért relatív prímek egymáshoz. A kínai maradéktétel a következő izomorfiát adja:
{\displaystyle {\begin{aligned}\phi :k[M]/K&\to \prod _{i\in I}k[M]/\operatorname {Ker} F_{i}\\\phi (x+K)&=\left(x+\operatorname {Ker} F_{i}\right)_{i\in I}\end{aligned}}}
ahol
{\displaystyle K=\prod _{i\in I}\operatorname {Ker} F_{i}=\bigcap _{i\in I}\operatorname {Ker} F_{i}.}
Következik, hogy a
{\displaystyle {\begin{aligned}\Phi :k[M]&\to \prod _{i\in I}k[M]/\operatorname {Ker} F_{i}\\\Phi (x)&=\left(x+\operatorname {Ker} F_{i}\right)_{i\in I}\end{aligned}}}
leképezés szürjektív. A {\displaystyle k[M]/\operatorname {Ker} F_{i}\rightarrow F_{i}(k[M])=k}, izomorfiákkal a {\displaystyle \Phi } leképezés megfelel ennek:
{\displaystyle {\begin{aligned}\psi :k[M]&\to \prod _{i\in I}k\\\psi (x)&=\left[F_{i}(x)\right]_{i\in I}\end{aligned}}}
Most abból, hogy
{\displaystyle \sum _{i\in I}\alpha _{i}F_{i}=0}
kapjuk, hogy:
{\displaystyle \sum _{i\in I}\alpha _{i}u_{i}=0}
minden {\displaystyle (u_{i}){}_{i\in I}} vektorra a {\displaystyle \psi } leképezés szerinti képben. Mivel {\displaystyle \psi } szürjektív, ez azt jelenti, hogy
{\displaystyle \sum _{i\in I}\alpha _{i}u_{i}=0}
minden
{\displaystyle \left(u_{i}\right){}_{i\in I}\in \prod _{i\in I}k}
vektorra. Tehát {\displaystyle (\alpha _{i}){}_{i\in I}=(0){}_{i\in I}}.

### Más alkalmazások
Egész elemű mátrixok determinánsának kiszámolása klasszikus példa az alkalmazására, illetve a gyors szorzás FFT módszerénél is gyakran felbukkan, ott a számítógép felépítése miatt {\displaystyle 2} hatványhoz közeli prímeket célszerű választani a módszer gyorsításához. Az algoritmus a tétel alapján újraindexeli az adatokat. Gödel nemteljességi tételéhez a sorozatok számozását is elegánsan lehet megoldani a kínai maradéktétellel.
A módszer kiterjeszthető arra az esetre is, amikor osztani is kell egy feladatban. Ekkor persze problémák adódhatnak, hiszen előfordulhat, hogy {\displaystyle 0}-val osztani is kell (legyen most {\displaystyle m_{i}} prím), ha az adott szám osztható {\displaystyle m_{i}}-vel, ez pedig {\displaystyle {\pmod {m_{i}}}} nem elvégezhető művelet. Ilyenkor dobjuk el az {\displaystyle m_{i}} prímet és válasszunk helyette egy másikat. Így például már egész elemű lineáris egyenletrendszerek is megoldhatóak a kínai maradéktétellel, kevés memóriával (illetve felszorzás miatt racionális elemű lineáris egyenletrendszerek is).
A radarral végzett felméréseknél a tartományfelosztás egyértelműsítésére is használják.

## A megoldás menete
Mivel minden {\displaystyle i}-re az {\displaystyle m_{i}} számok és {\displaystyle M_{i}:=M/m_{i}} relatív prímek, azért a kiterjesztett euklideszi algoritmussal találhatók {\displaystyle r_{i}} és {\displaystyle s_{i}} számok, hogy
{\displaystyle r_{i}\cdot m_{i}+s_{i}\cdot M_{i}=1}.
Végezzük el az {\displaystyle e_{i}:=s_{i}\cdot M_{i}} helyettesítést, ezzel
{\displaystyle {\begin{aligned}e_{i}&\equiv 1{\pmod {m_{i}}}\\e_{j}&\equiv 0{\pmod {m_{j}}},\ j\neq i.\end{aligned}}}.
Ekkor
{\displaystyle x:=\sum _{i=1}^{n}a_{i}e_{i}}
a szimultán kongruencia egy megoldása.

## Példa
Keresünk egy {\displaystyle x} egész számot, amire teljesülnek a következők:
{\displaystyle {\begin{aligned}x&\equiv 2{\pmod {3}}\\x&\equiv 3{\pmod {4}}\\x&\equiv 2{\pmod {5}}\\\end{aligned}}}
Itt {\displaystyle M=3\cdot 4\cdot 5=60,\ M_{1}=M/3=20,\ M_{2}=M/4=15,\ M_{3}=M/5=12}. A kibővített euklideszi algoritmussal kiszámítható, hogy
{\displaystyle 7\cdot 3+(-1)\cdot 20=1}, tehát {\displaystyle e_{1}=-20}
{\displaystyle 4\cdot 4+(-1)\cdot 15=1}, tehát {\displaystyle e_{2}=-15}
{\displaystyle 5\cdot 5+(-2)\cdot 12=1}, tehát {\displaystyle e_{3}=-24}
Eszerint {\displaystyle x=2\cdot (-20)+3\cdot (-15)+2\cdot (-24)=-133} az egyenletrendszer egy megoldása. Mivel {\displaystyle -133\equiv 47\mod 60}, azért az összes megoldás kongruens 47-tel modulo 60.

## Általános eset
Általános esetben nem tesszük fel, hogy a modulusok relatív prímek. Néha még így is létezik megoldás, de a modulusok szorzata helyett a legkisebb közös többszöröst kell venni. A létezés feltétele: Minden {\displaystyle i\neq j} párra
{\displaystyle a_{i}\equiv a_{j}{\pmod {\operatorname {lnko} (m_{i},m_{j})}}}.
Ekkor a szimultán kongruencia szukcesszív helyettesítéssel oldható meg.
Például egy klasszikus feladat megkeresni azt a legkisebb pozitív egész számot, ami a 2, 3, 4, 5 és 6 számokkal osztva egyet ad maradékul, de osztható héttel. Tehát keressük ennek az egyenletrendszernek a megoldását:
{\displaystyle {\begin{aligned}x&\equiv 1\mod 2\\x&\equiv 1\mod 3\\x&\equiv 1\mod 4\\x&\equiv 1\mod 5\\x&\equiv 1\mod 6\\x&\equiv 0\mod 7\\\end{aligned}}}
Mivel a modulusok nem relatív prímek, azért nem alkalmazható közvetlenül a kínai maradéktétel. Az első öt feltételt összefoglalhatjuk a következőbe:
{\displaystyle x\equiv 1\mod \operatorname {lkkt} (2,3,4,5,6)}
így az egyenletrendszer a következő alakra hozható:
{\displaystyle {\begin{aligned}x&\equiv 1\mod 60\\x&\equiv 0\mod 7\\\end{aligned}}}
amire már alkalmazható a kínai maradéktétel. A megoldások kongruensek 301-gyel modulo 420. Ezek közül a legkisebb pozitív egész a 301.

## Közvetlen megoldás
Adva legyen a következő két kongruenciából álló rendszer:
{\displaystyle {\begin{aligned}x&\equiv a{\pmod {n}}\\x&\equiv b{\pmod {m}}\\\end{aligned}}}
Ha ezek megoldhatók, akkor {\displaystyle a\equiv b{\pmod {d}}}, ezért ekvivalensek az
{\displaystyle x\equiv a-yn{\frac {a-b}{d}}{\pmod {\frac {nm}{d}}}}
kongruenciával, ahol
{\displaystyle d=\operatorname {lnko} (n,m)=yn+zm}.
Ez akkor is működik, ha {\displaystyle n} és {\displaystyle m} nem relatív prímek, így nagyban megkönnyíti a szimultán kongruenciák megoldását.
Ha több kongruencia tartozik a rendszerhez, akkor többször kell alkalmazni az egyszerűsítést.

## Főideálgyűrűkben
Ha {\displaystyle R} főideálgyűrű, akkor a tétel a következő formát ölti:
Ha az {\displaystyle m_{1},\ldots ,m_{n}} elemek páronként relatív prímek, és szorzatuk {\displaystyle m}, akkor az {\displaystyle R/mR} hányadosgyűrű izomorf az {\displaystyle R/m_{1}R\times \cdots \times R/m_{n}R} szorzatgyűrűvel, mégpedig az alábbi izomorfia van köztük:
{\displaystyle {\begin{matrix}f:&R/mR&\to &R/m_{1}R\times \cdots \times R/m_{n}R\\&x+mR&\mapsto &(x+m_{1}R,\ldots ,x+m_{n}R)\end{matrix}}}

## Egységelemes gyűrűkben
Ha {\displaystyle R} egységelemes gyűrű, akkor a következők tudhatók: Ha {\displaystyle I_{1},\ldots ,I_{n}} ideálok, és {\displaystyle I_{i}+I_{j}=R} minden {\displaystyle i\neq j} indexre, és az ideálok metszete {\displaystyle I}, akkor az {\displaystyle R/I} gyűrű izomorf az {\displaystyle R/I_{1}\times \cdots \times R/I_{n}} szorzatgyűrűvel, mégpedig ezzel az izomorfiával:
{\displaystyle {\begin{matrix}f:&R/I&\to &R/I_{1}\times \cdots \times R/I_{n}\\&x+I&\mapsto &(x+I_{1},\ldots ,x+I_{n}).\end{matrix}}}
Ha {\displaystyle R} még kommutatív is, akkor {\displaystyle I} az {\displaystyle I_{j}} ideálok szorzata. Ehhez a kommutatív tulajdonság szükséges, mivel erre ellenpélda is adható nem kommutatív esetben.
Vesszük a nem kommutatív polinomok gyűrűjét (például mátrixok fölött) {\displaystyle x} és {\displaystyle y} határozatlanokkal, és tekintjük ezeket az ideálokat: {\displaystyle I} az {\displaystyle x} által generált principiális ideál és {\displaystyle J} az {\displaystyle xy+1} által generált principiális ideál. Ekkor {\displaystyle I+J=R}, de {\displaystyle I\cap J\neq IJ}.
Az {\displaystyle I} ideál azokból a polinomokból áll, amelyek minden monomjában tényezőként szerepel {\displaystyle x}. A {\displaystyle J} polinomjai eltűnnek, ha {\displaystyle y=-1/x}. Ekkor {\displaystyle p=(xy+1)x\in I\cap J}. Definiáljuk {\displaystyle R} termjeit úgy, mint {\displaystyle R} {\displaystyle x} és {\displaystyle y} által generált multiplikatív monoidjának elemét, és foka a szokásos fok az {\displaystyle y=x} helyettesítés után.
Másrészt legyen egy {\displaystyle q\in J}. Ekkor {\displaystyle q} minden maximális fokú egytagja függ {\displaystyle y}-tól, különben az {\displaystyle y=-1/x} helyettesítés nem tüntetné el a polinomot. Hasonlóak igazak, ha {\displaystyle q\in IJ}. Vegyük észre, hogy a legmagasabb fokú egytagokban a legutolsó {\displaystyle y}-os tényezőt legalább egy {\displaystyle x} megelőzi. Például az {\displaystyle x^{2}yxyx^{5}} polinomban az utolsó {\displaystyle y}-t három {\displaystyle x} előzi meg. Eszerint {\displaystyle p=(xy+1)x\notin IJ}, mivel benne az utolsó {\displaystyle y}-t csak egy {\displaystyle x} előzi meg. Tehát {\displaystyle I\cap J\neq IJ}.
Ezzel szemben {\displaystyle I+J=R} általánosan implikálja, hogy {\displaystyle I\cap J=IJ+JI}. Ehhez elég belátni, hogy {\displaystyle I\cap J=(I\cap J)(I+J)\subset IJ+JI}, mivel a másik irány triviális. Ha {\displaystyle I_{1},\dots ,I_{m}} páronként relatív prímek, akkor az
{\displaystyle R/(I_{1}\cap \cdots \cap I_{m})\to R/I_{1}\oplus \cdots \oplus R/I_{m}}
természetes leképezés izomorfia.

## Fordítás
- Ez a szócikk részben vagy egészben  a   Chinesischer Restsatz című német Wikipédia-szócikk fordításán alapul.  Az eredeti cikk szerkesztőit annak laptörténete sorolja fel. Ez a jelzés csupán a megfogalmazás eredetét és a szerzői jogokat jelzi, nem szolgál a cikkben szereplő információk forrásmegjelöléseként.
- Ez a szócikk részben vagy egészben  a   Chinese remainder theorem című angol Wikipédia-szócikk fordításán alapul.  Az eredeti cikk szerkesztőit annak laptörténete sorolja fel. Ez a jelzés csupán a megfogalmazás eredetét és a szerzői jogokat jelzi, nem szolgál a cikkben szereplő információk forrásmegjelöléseként.